# Marie Terray
Marie Terray, née le 17 octobre 1983, est une dessinatrice et une coloriste française de bandes dessinées. 

## Biographie
Formée à l'École Émile-Cohl, Marie Terray est contactée par le scénariste Thierry Gloris qui recherchait un dessinateur pour illustrer une série sur les Malgré-nous, dont le premier tome sort en août 2009 et le second un an plus tard. Elle dessine dans un style réaliste et peint ses planches directement.

## Œuvres
- 2006 Les chansons de Raphaël en bd, collectif, éditions Petit à Petit,  (ISBN 978-2-84949-056-3)
- 2009 Malgré Nous[3],[4] - T.1 : Elsaß, Thierry Gloris (scénario), Marie Terray (dessin et couleurs), Quadrants, 47 p.  (ISBN 978-2-30200-731-4)
- 2010 Malgré Nous[5] - T.2 : Ostfront, Thierry Gloris (scénario), Marie Terray (dessin et couleurs), Quadrants, 47 p.  (ISBN 978-2-30201-273-8)
- 2012 Malgré Nous - T.3 : Germania, Thierry Gloris (scénario), Marie Terray (dessin et couleurs), Quadrants, 47 p.
- 2013 Malgré Nous - T.4 : Alsace, Thierry Gloris (scénario), Marie Terray (dessin et couleurs), Quadrants, 47 p.